# Giron (Ain)
Pour les articles homonymes, voir Giron.
Giron est une commune française, située dans le département de l'Ain en région Auvergne-Rhône-Alpes. Elle s'étend sur le sud du massif du Jura.
Les habitants de Giron s'appellent les Gironnais.

## Géographie
L'altitude du bourg de Giron, environ 1 000 m d'altitude, en fait le plus haut chef-lieu de commune du département de l'Ain.[réf. nécessaire]

### Climat
Pour des articles plus généraux, voir Climat d'Auvergne-Rhône-Alpes et Climat de l'Ain.
En 2010, le climat de la commune est de type climat de montagne, selon une étude du CNRS s'appuyant sur une série de données couvrant la période 1971-2000. En 2020, Météo-France publie une typologie des climats de la France métropolitaine dans laquelle la commune est exposée à un climat de montagne ou de marges de montagne et est dans la région climatique Jura, caractérisée par une forte pluviométrie en toutes saisons (1 000 à 1 500 mm/an), des hivers rigoureux et un ensoleillement médiocre.
Pour la période 1971-2000, la température annuelle moyenne est de 6,8 °C, avec une amplitude thermique annuelle de 15,8 °C. Le cumul annuel moyen de précipitations est de 1 958 mm, avec 12,2 jours de précipitations en janvier et 10,3 jours en juillet. Pour la période 1991-2020, la température moyenne annuelle observée sur la station météorologique installée sur la commune est de 8,4 °C et le cumul annuel moyen de précipitations est de 1 672,4 mm,. Pour l'avenir, les paramètres climatiques de la commune estimés pour 2050 selon différents scénarios d'émission de gaz à effet de serre sont consultables sur un site dédié publié par Météo-France en novembre 2022.
| Mois                                  | jan.           | fév.           | mars          | avril         | mai           | juin          | jui.          | août          | sep.            | oct.          | nov.           | déc.           | année     |
| ------------------------------------- | -------------- | -------------- | ------------- | ------------- | ------------- | ------------- | ------------- | ------------- | --------------- | ------------- | -------------- | -------------- | --------- |
| Température minimale moyenne (°C)     | −2,5           | −2,4           | 0,3           | 3,2           | 7             | 10,6          | 12,5          | 12,4          | 9               | 6,1           | 1,3            | −1,5           | 4,7       |
| Température moyenne (°C)              | 0,3            | 0,8            | 4,2           | 7,3           | 11,3          | 15,2          | 17,1          | 17            | 13,1            | 9,6           | 4,2            | 1,2            | 8,4       |
| Température maximale moyenne (°C)     | 3,1            | 4              | 8             | 11,4          | 15,5          | 19,8          | 21,8          | 21,6          | 17,3            | 13,2          | 7,1            | 3,9            | 12,2      |
| Record de froid (°C) date du record   | −23 12.01.1987 | −19,5 05.02.12 | −18 01.03.05  | −8 13.04.1986 | −2,9 06.05.19 | −2 02.06.06   | 3 17.07.00    | 3,5 22.08.04  | 0,4 27.09.20    | −6,7 29.10.12 | −11 22.11.1998 | −16,7 20.12.09 | −23 1987  |
| Record de chaleur (°C) date du record | 15 30.01.02    | 17 26.02.19    | 20,5 18.03.04 | 24,3 20.04.18 | 29,1 24.05.09 | 34,5 27.06.19 | 33,8 25.07.19 | 36,5 13.08.03 | 29,5 17.09.1987 | 26,7 04.10.11 | 19,4 02.11.20  | 17 18.12.1989  | 36,5 2003 |
| Précipitations (mm)                   | 165,8          | 140            | 138,8         | 112,2         | 144,8         | 120,1         | 115,6         | 122           | 121,7           | 150           | 164,1          | 177,3          | 1 672,4   |

## Urbanisme

### Typologie
Au 1er janvier 2024, Giron est catégorisée commune rurale à habitat dispersé, selon la nouvelle grille communale de densité à 7 niveaux définie par l'Insee en 2022.
Elle est située hors unité urbaine et hors attraction des villes,.

### Occupation des sols
L'occupation des sols de la commune, telle qu'elle ressort de la base de données européenne d’occupation biophysique des sols Corine Land Cover (CLC), est marquée par l'importance des forêts et milieux semi-naturels (73,3 % en 2018), en diminution par rapport à 1990 (74,5 %). La répartition détaillée en 2018 est la suivante : 
forêts (70,6 %), prairies (22,2 %), zones urbanisées (3,9 %), milieux à végétation arbustive et/ou herbacée (2,7 %), zones agricoles hétérogènes (0,6 %).
L'évolution de l’occupation des sols de la commune et de ses infrastructures peut être observée sur les différentes représentations cartographiques du territoire : la carte de Cassini (XVIIIe siècle), la carte d'état-major (1820-1866) et les cartes ou photos aériennes de l'IGN pour la période actuelle (1950 à aujourd'hui).

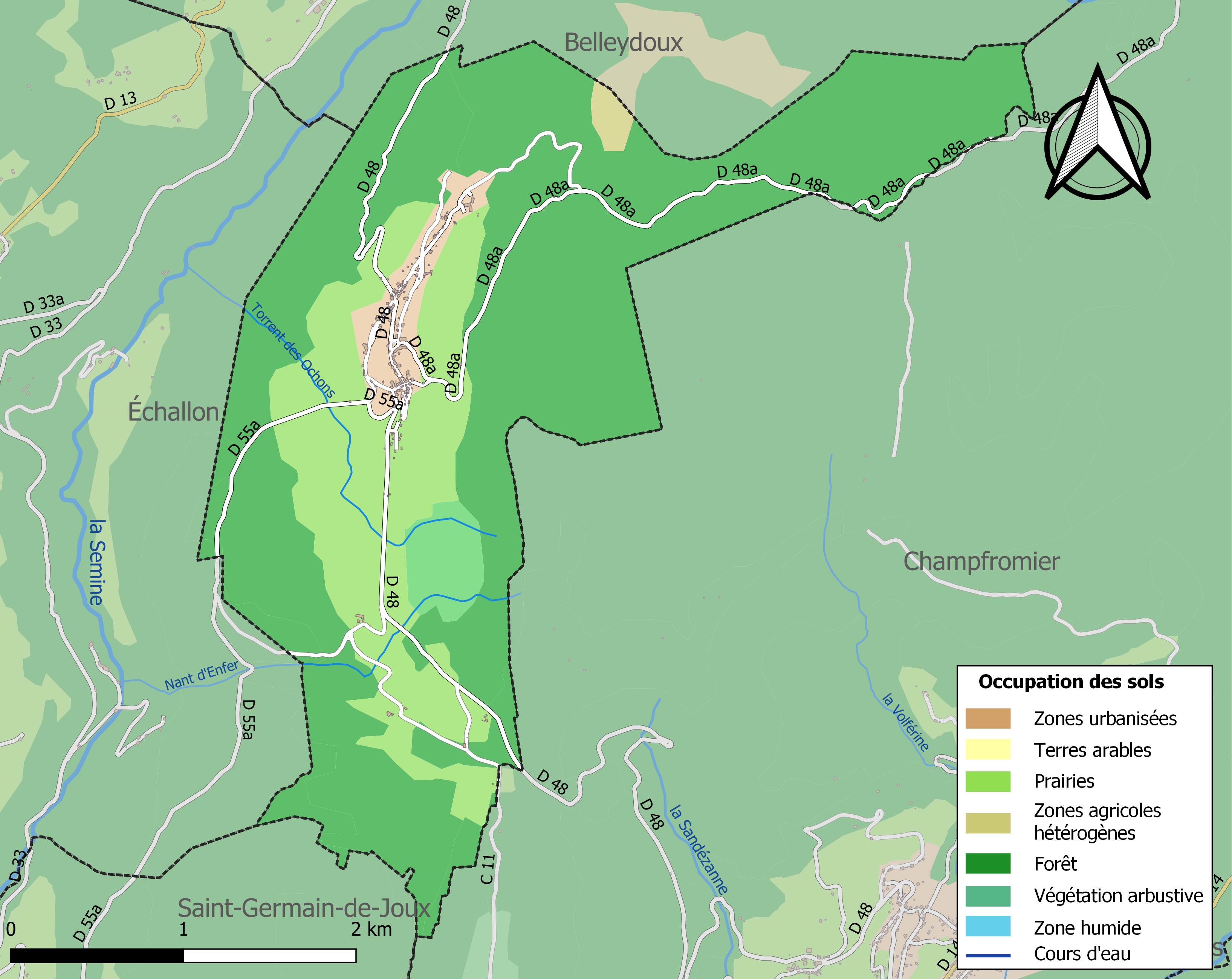
Carte des infrastructures et de l'occupation des sols de la commune en 2018 (CLC).

## Politique et administration

### Découpage territorial
La commune de Giron est membre de la communauté de communes Terre Valserhône, un établissement public de coopération intercommunale (EPCI) à fiscalité propre créé le 30 décembre 2002 dont le siège est à Valserhône. Ce dernier est par ailleurs membre d'autres groupements intercommunaux.
Sur le plan administratif, elle est rattachée à l'arrondissement de Nantua, au département de l'Ain et à la région Auvergne-Rhône-Alpes. Sur le plan électoral, elle dépend du canton de Valserhône pour l'élection des conseillers départementaux, depuis le redécoupage cantonal de 2014 entré en vigueur en 2015, et de la troisième circonscription de l'Ain  pour les élections législatives, depuis le dernier découpage électoral de 2010.

### Administration municipale

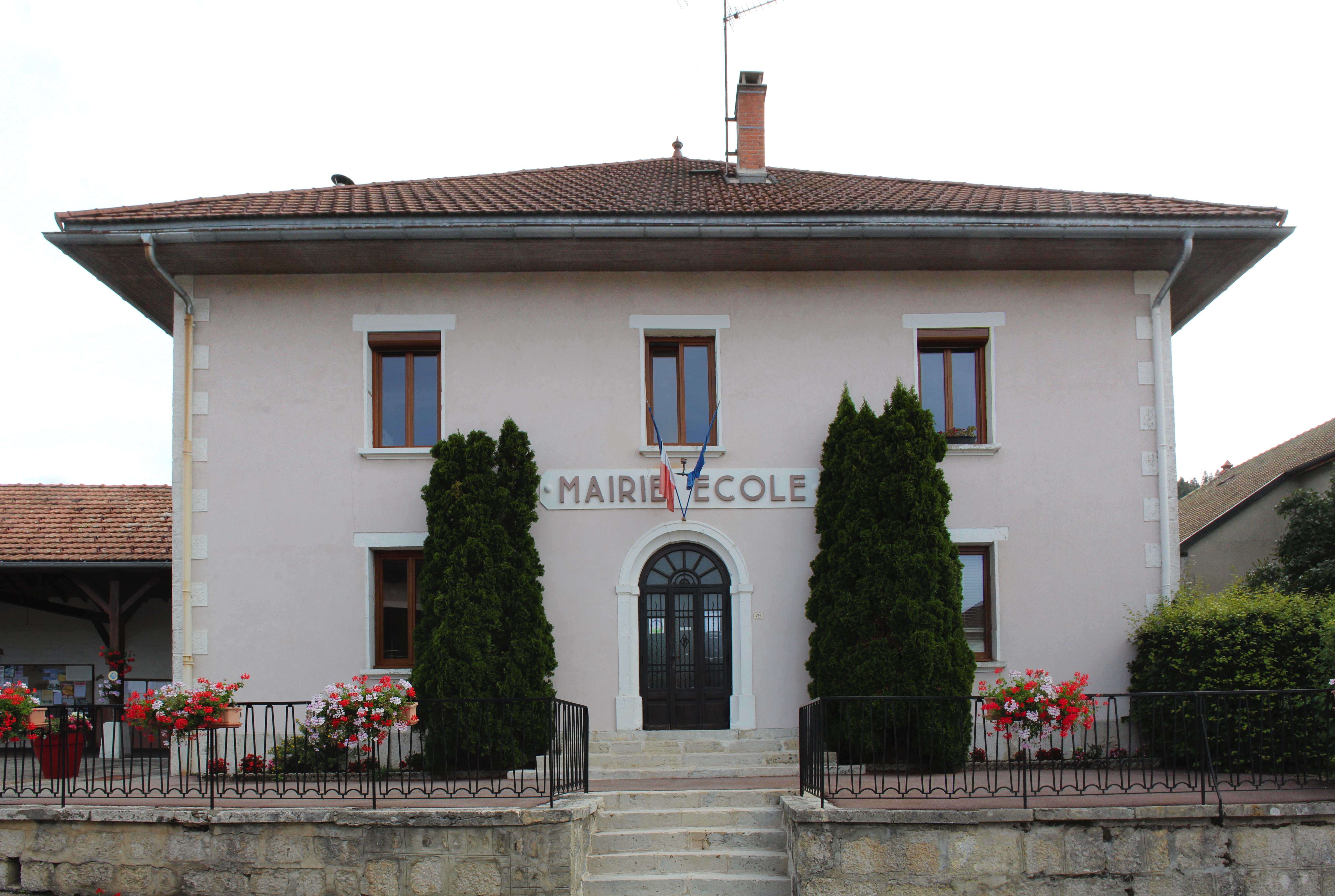
Mairie.

| Période                                  | Période  | Identité               | Étiquette | Qualité                      |
| ---------------------------------------- | -------- | ---------------------- | --------- | ---------------------------- |
| 1931                                     | 1933     | Hubert Auguste Garbit, |           |                              |
| avant 1981                               | ?        | Gaston Humbert         |           |                              |
| 1995                                     | 2008     | Daniel Humbert         |           |                              |
| 2008                                     | 2008     | Jean Pierre Paccoud    |           | Démissionne en décembre 2008 |
| 2008                                     | 2014     | Irmtraut Pagnier       |           |                              |
| 2014                                     | 2020     | Eric Tarpin-Lyonnet    | SE        | Propriétaire                 |
| 2020                                     | En cours | Florian Moine          | DVG       | Technicien forestier         |
| Les données manquantes sont à compléter. |          |                        |           |                              |

## Démographie
L'évolution du nombre d'habitants est connue à travers les recensements de la population effectués dans la commune depuis 1793. Pour les communes de moins de 10 000 habitants, une enquête de recensement portant sur toute la population est réalisée tous les cinq ans, les populations de référence des années intermédiaires étant quant à elles estimées par interpolation ou extrapolation. Pour la commune, le premier recensement exhaustif entrant dans le cadre du nouveau dispositif a été réalisé en 2005.

En 2022, la commune comptait 174 habitants, en évolution de −3,33 % par rapport à 2016 (Ain : +5,15 %, France hors Mayotte : +2,11 %).
| 1793 | 1800 | 1806 | 1821 | 1831 | 1836 | 1841 | 1846 | 1851 |
| ---- | ---- | ---- | ---- | ---- | ---- | ---- | ---- | ---- |
| 424  | 419  | 443  | 424  | 383  | 350  | 325  | 296  | 349  |

| 1856 | 1861 | 1866 | 1872 | 1876 | 1881 | 1886 | 1891 | 1896 |
| ---- | ---- | ---- | ---- | ---- | ---- | ---- | ---- | ---- |
| 320  | 316  | 281  | 312  | 305  | 297  | 298  | 284  | 280  |

| 1901 | 1906 | 1911 | 1921 | 1926 | 1931 | 1936 | 1946 | 1954 |
| ---- | ---- | ---- | ---- | ---- | ---- | ---- | ---- | ---- |
| 265  | 266  | 238  | 235  | 242  | 250  | 231  | 193  | 172  |

| 1962 | 1968 | 1975 | 1982 | 1990 | 1999 | 2005 | 2006 | 2010 |
| ---- | ---- | ---- | ---- | ---- | ---- | ---- | ---- | ---- |
| 140  | 118  | 100  | 99   | 88   | 100  | 134  | 135  | 162  |

| 2015 | 2020 | 2022 | - | - | - | - | - | - |
| ---- | ---- | ---- | - | - | - | - | - | - |
| 179  | 176  | 174  | - | - | - | - | - | - |

## Lieux et monuments

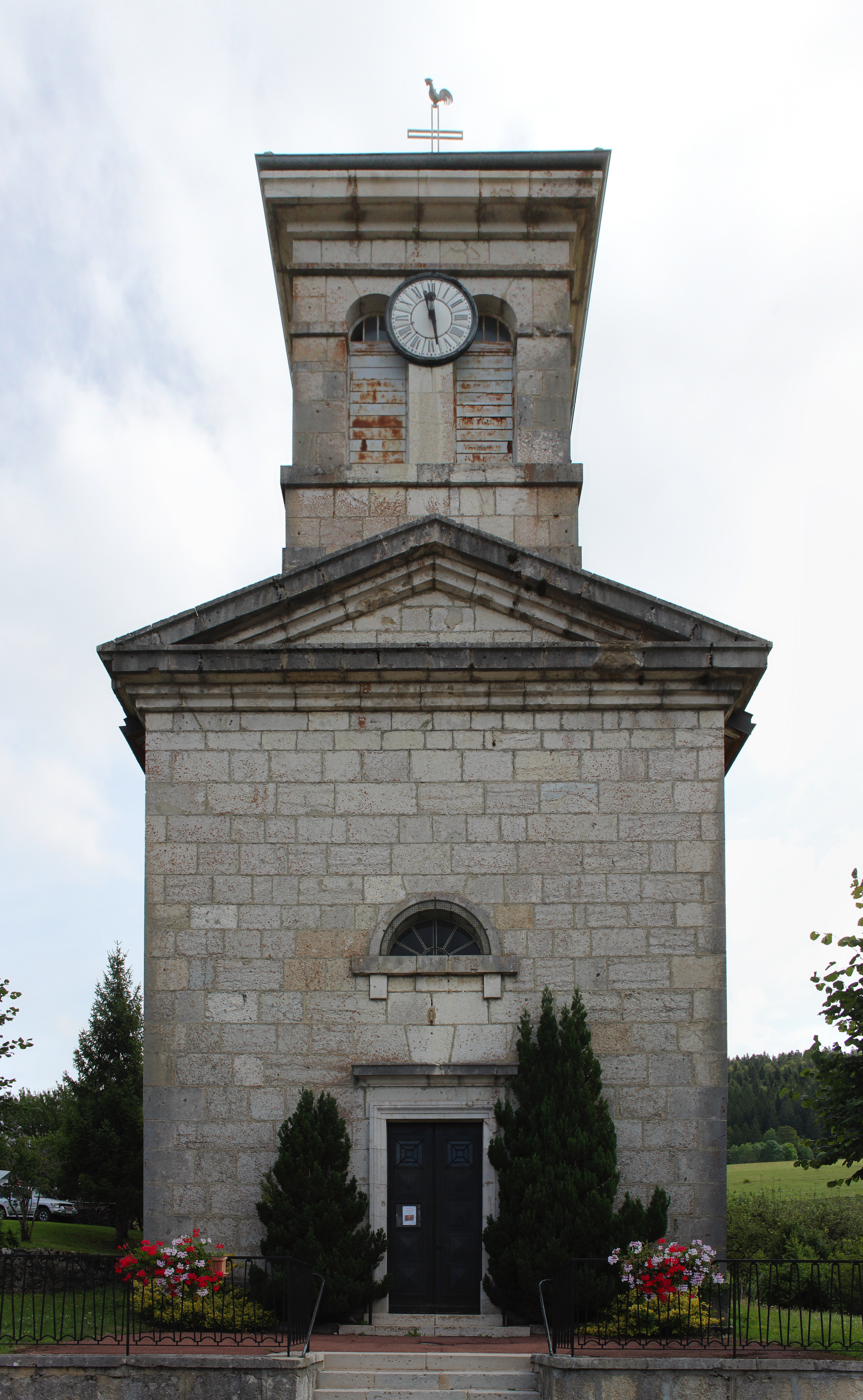
Église Notre-Dame-de-l'Assomption.

- Sites classés de la grotte des Abrands  et du cirque de La Roche Fauconnière.
- Parc naturel du Haut-Jura.
- Forêt de Champfromier.
- Église Notre-Dame-de-l'Assomption de Giron.

## Tourisme
Une hôtellerie de montagne, un restaurant et un magasin location de sport sont gérés par une structure privée, Le Relais Nordique.
La commune dispose d’une salle omnisports
Sur le territoire communal (et en commun avec la commune de Champfromier) est basé un domaine de ski nordique réputé pour la qualité de son enneigement de 120 km : pistes tracées et balisées permettant la pratique du ski de fond classique, du skating, de la raquette à neige, de la marche nordique et du VTT.
Le site nordique de Giron est aussi le  point de départ ou d’arrivée de la GTJ. Plus longue piste de ski nordique d’Europe continentale. 187 km jusqu’à Morteau (25). Cet itinéraire est quotidiennement entretenu pendant la période hivernale. 
Depuis 2021, la commune développe les activités hors neige avec un bike parc et un parc à filet.